# Fortim de Dona Amélia de Massangano
O Fortim de Dona Amélia de Massangano localiza-se em Massangano, na província de Manica, no interior de Moçambique.

## História
Esta fortificação foi erguida no século XIX por tropas do Exército Português, à margem direita do rio Zambeze, próximo à confluência com o rio Luenha, na serra de Bencampembzue.
Constitui-se em um recinto murado de planta retangular, com três baluartes de planta circular (tambores) nos lados menores: um sobre a porta de armas e os demais sobre a gola. Em seu interior existem as ruínas de edificações da Casa do Comandante e do Quartel da Tropa, que foram ocupadas pelos rebeldes Bonga e Chatara.
A sua construção está ligada a seis expedições militares para a submissão da região, de 1807 a 1888, que culminaram com a vitória das armas portuguesas a 29 de Novembro de 1888.
Originalmente denominado como "Princesa Dona Amélia", a partir de 1892, quando foi reconstruído, recebeu o novo nome, em homenagem à esposa do rei D. Carlos (1889-1908), Dna. Amélia de Orleães. Datam desta data as designações dos baluartes: Príncipe da Beira, Infante D. Afonso e Infante D. Manuel.